# Llengües d'Itàlia

Les llengües d'Itàlia són els idiomes que es parlen a Itàlia i que a banda de l'italià són o han estat les llengües maternes de certs estrats socials.

## Història

### Antigues llengües d'Itàlia

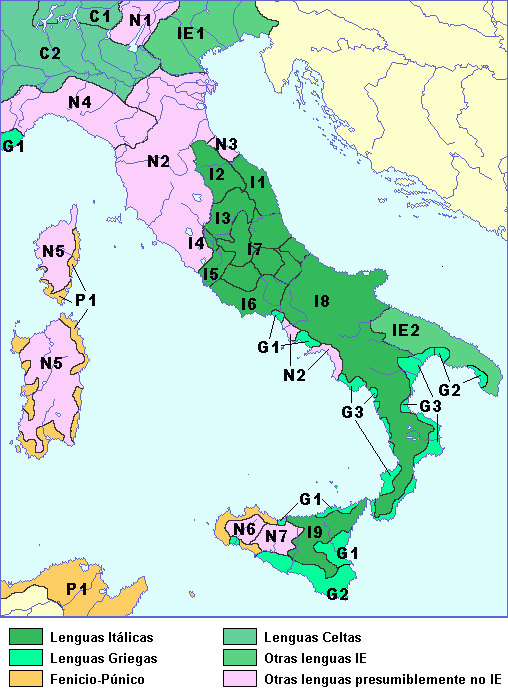
Llengües de la Itàlia prerromana

D'ençà de la prehistòria a l'actual Itàlia s'hi han parlat tot de llengües diferents, la majoria pertanyen a la família indoeuropea, sobretot a la branca itàlica, subdividides alhora en les llengües oscoumbres (com l'umbre, l'oscà o el picènic) i les llengües latinofalisques, com el falisc i el llatí. També s'hi parlaven altres llengües pertanyents a la branca indoeuropea: algunes llengües paleobalcàniques, com el venètic i el messapi, i a la regió nord el lepòntic i alguns dialectes del gal, pertanyents a la branca celta.
Amb aquestes llengües, però, n'hi havia d'altres d'origen no indoeuropeu, destacant-hi especialment l'etrusc, però també el rètic (relacionat probablement amb l'etrusc), l'antic lígur, l'elimi (que encara es discuteix sobre si és o no indoeuropeu), el sicà i el sícul (possiblement indoeuropeu). A les illes de Sardenya i Còrsega s'hi parlava una llengua autòctona, anomenada paleosard.
A causa de la colonització púnica i grega, també s'hi parlaven les llengües púnica i grega al sud d'Itàlia i a Sicília i Sardenya.
Amb el floriment de la cultura romana, el llatí acabà per imposar-se a totes les altres (romanització), i fou l'origen de les després ja modernes llengües romàniques.

### Origen de les llengües d'Itàlia

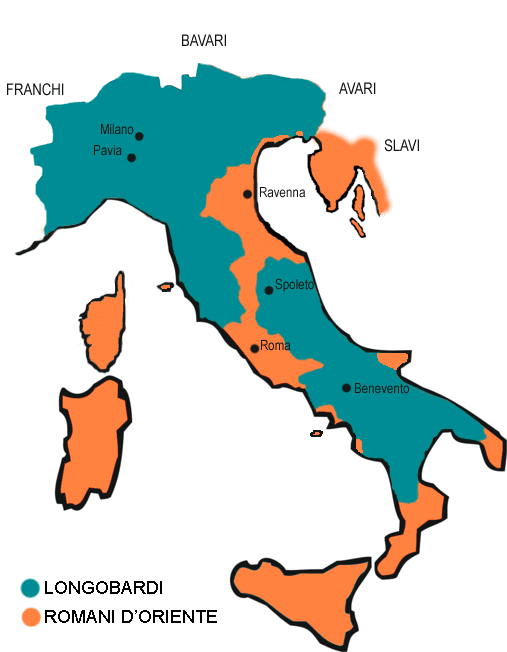
Distribució dels adstrats longobard i romà d'Orient a l'alta edat mitjana de la península italiana.

Moltes de les regions d'Itàlia tenien ja diferents substrats lingüístics abans que els romans conquerissin la península: el nord d'Itàlia tenia un substrat celta (aquesta part era coneguda com a Gàl·lia Cisalpina), un substrat lígur o un substrat venecià. El centre d'Itàlia tenia substrat etrusc i el sud itàlic o grec.
A causa de la separació històrica en molts estats petits i després per les colonitzacions per part de potències estrangeres com la Corona d'Aragó, França i Àustria, separació que anava des de la Caiguda de l'Imperi Romà d'Occident fins a la unificació italiana el 1861, hi ha hagut una gran facilitat per a la diversificació lingüística.
Tanmateix, els estats sotmesos feien servir com a llengua oficial l'idioma de les potències estrangeres, i els estats independents (com per exemple el Vaticà) varen mantenir el llatí com a idioma oficial. Rarament es feien servir les llengües vernacles per als documents oficials i sovint la gramàtica d'aquestes llengües no estava normalitzada. Les persones que podien escriure, en privat, empraven llur llengua de manera informal, com per exemple va fer Leonardo da Vinci, que, tanmateix, escrivia en llatí per a publicacions importants.
La qüestió de sintetitzar els dialectes existents en un italià estàndard era l'objectiu principal d'Alessandro Manzoni (segle xix), que obrà per a construir un idioma nacional basat principalment en el toscà, que havia guanyat prestigi des que Dante Alighieri va escriure La Divina Comèdia en aquest idioma.
El prestigi que va guanyar el toscà el va convertir, amb els pas dels segles, en la llengua italiana per antonomàsia, de manera que la resta foren considerats cada vegada més com a simples dialectes. Actualment, a l'estat italià la distinció entre llengua i dialecte no respon a criteris lingüístics ans de prestigi social, de manera que la llengua és l'italià de Dante i Petrarca i els dialectes són totes les llengües locals que no assoliren mai el prestigi per esdevenir llengua nacional. No obstant això, també hi ha altres idiomes italians que gaudeixen de la consideració social de llengües, com ara l'alemany al Tirol del Sud, l'arpità a la Vall d'Aosta, l'occità del Piamont, el grec de Calàbria i la Pulla, l'albanès del sud d'Itàlia, el català de l'Alguer i el sard; en general, tot llengües exògenes llevat del sard.
Els anomenats dialectes varen continuar parlant-se entre la població italiana fins a la dècada dels 50. A partir d'aleshores l'italià estàndard comença a ser acceptat gradualment com a la llengua nacional a causa del seu ús ja més comú en literatura. Fins a la Segona Guerra Mundial les classes més baixes, que no es podien pagar un ensenyament, van continuar parlant llurs propis dialectes.

## Ús actual

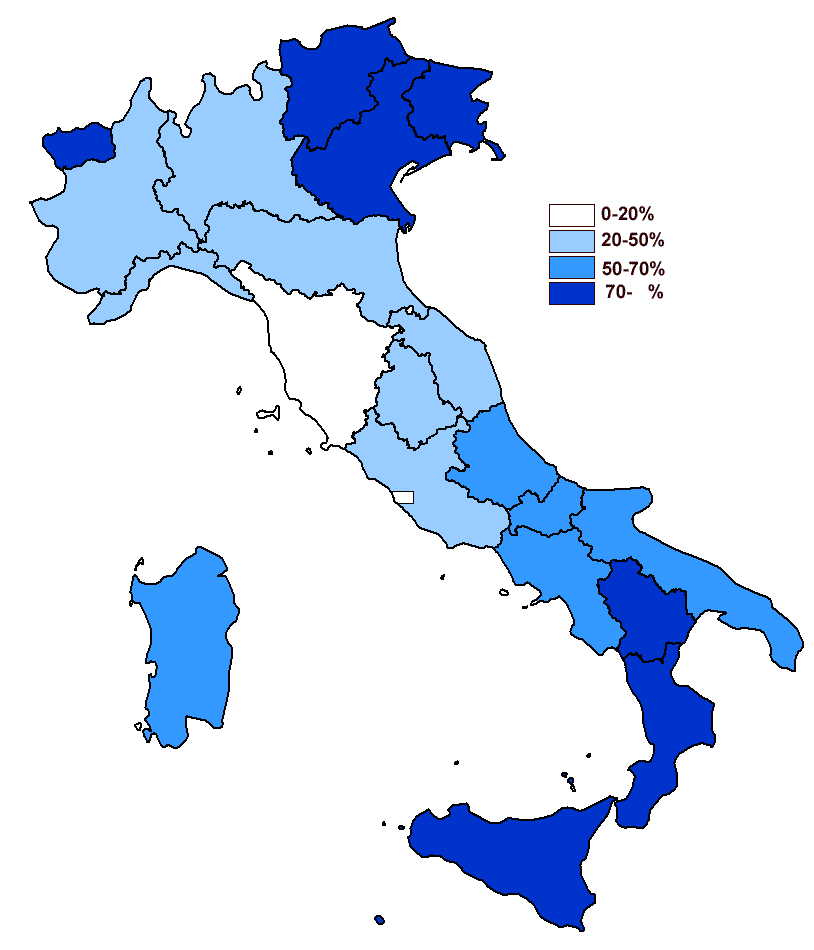
Percentatge de persones que parlen una llengua pròpia en el context familiar, per regions.

La solució per a la dita «qüestió de la llengua» que havia preocupat Manzoni va venir de la televisió. La seva popularització fou el principal factor que va fer esdevenir l'italià la llengua d'ús comú fora dels àmbits formals. Durant el mateix període molta gent del sud van emigrar al nord a la recerca de feina. Els sindicats de gran abast, que volien mantenir els treballadors units, feren una reeixida campanya contra l'ús dels parlars propis. Aquesta campanya va permetre a la població del sud, les llengües pròpies de la qual eren inintel·ligibles amb les llengües pròpies de la població del nord, d'integrar-se fent servir l'italià estàndard. La gran quantitat de matrimonis mixtos, especialment a les grans ciutats industrials com Milà o Torí, va donar lloc a una generació que sols sabia parlar italià estàndard o només entenia parcialment els parlars de les generacions anteriors. Com a resultat d'aquests fenòmens, els parlars locals estan més arrelats al sud (on no va produir-se el fenomen de la immigració massiva) i al nord-est, a les àrees rurals (on va haver-hi molta menys influència sindicalista) i entre les velles generacions.
A moltes de zones urbanes del centre i del nord, entre les generacions més joves el parlar local roman solament fossilitzat en mots i expressions que han sentit de les generacions anteriors, i és més comú en el llenguatge irònic i humorístic i en l'àmbit familiar. El parlar local també és un lloc comú al qual els joves recorren per alimentar el seu argot, per la proximitat i el lligam que ofereix amb la família i els amics.
El fet de no poder parlar italià és encara avui dia un estigma social a Itàlia.

### Situació legal
L'italià és l'idioma oficial del país, encara que no hi ha cap article de la Constitució que el reconegui explícitament. El reconeixement exprés es troba a l'estatut de la regió Trentino - Tirol del Sud, que formalment és una llei constitucional de l'estat. L'article 99 d'aquest estatut diu textualment:
| « | ...[La lingua] italiana (...) è la lingua ufficiale dello Stato. | » |

Traduït al català: la llengua italiana és la llengua oficial de l'Estat.
A més a més, l'original de la Constitució Italiana està redactat en aquest tipus d'italià. D'altra banda, en els processos penals i civils és obligat l'ús de l'italià. Quant a les altres llengües, la Constitució expressa a l'article sisè:
| « | ... La República protegirà, mitjançant les normes adequades, les minories lingüístiques. | » |

Actuant d'acord amb aquest article, el Parlament ha concedit estatus oficial a nivell regional amb una llei de 1999 a uns altres tretze idiomes: ladí, alemany, francès, català, occità, francoprovençal, eslovè, albanès, grec, llengua sarda i croat. Aquestes llengües, a les zones on són parlades, han de ser emprades en igual de condicions amb l'italià, han de ser ensenyades a les escoles i han de fer-se servir a les retransmissions de la RAI. A més de les lleis nacionals, diversos estatuts regionals han reconegut l'oficialitat de diverses llengües als seus respectius territoris. Així doncs, el ja mencionat cas Trentino - Tirol del Sud reconeix l'alemany i l'estatut de la Vall d'Aosta dona oficialitat al francès. Per la seva part, l'estatut de Piemont fomenta l'occità, el francoprovençal i el walser, una variant de l'alemany, a més a més, la regió del Vèneto ha reconegut d'ençà del 2007 la llengua vèneta com a idioma natural del poble vènet.

### Nombre de parlants
Segons les últimes estadístiques, 44% dels italians parla de manera predominant l'italià estàndard, 51% el combina amb les llengües pròpies, i només 5% parla exclusivament una llengua que no sigui l'italià.
| Grup            | Parlants       | Llengua original | Domini lingüístic |
| --------------- | -------------- | ---------------- | --- |
| Napolità        | 5.500.000      | napolità         | Campània, Baix Laci, Pulla septentrional i Basilicata                                                                                           |
| Sicilià         | 4.700.000      | sicilià          | Sicília, Salento i Baixa Calàbria |
| Vènet           | 3.800.000      | vènet            | Vèneto, Província de Trento, Friül |
| Llombard        | 3.600.000      | llombard         | Llombardia, Província de Novara i Província de Verbano-Cusio-Ossola                                                                             |
| Sard            | 1.000.000      | llengua sarda    | Sardenya |
| Furlà           | 300.000        | furlà            | Friül i Vèneto (Mandament di Puart) |
| Tirolès         | 250.000        | alemany          | Tirol del Sud (69,15%) |
| Albanès         | 80.000-100.000 | albanès          | Itàlia del sud: Calàbria, Sicília, Molise, Campania, Basilicata, Pulla i a una petita part dels Abruços                                         |
| Francès         | 100.000        | francès          | Vall d'Aosta (17,33%) |
| Occità          | 100.000        | occità           | Piemont a les valls de Cuneo i Torí, Ligúria a Imperia, Calàbria a La Gàrdia                                                                    |
| Sasserès        | 100.000        | sasserès         | Província de Sàsser (36%) |
| Eslovè          | 100.000        | eslovè           | Friül a Trieste (9,6%), a Gorizia (8%), a Udine (3%)                                                                                            |
| Francoprovençal | 70.000         | francoprovençal  | Piemont a Torí (0,89%), Vall d'Aosta a Aosta (60%), Pulla a Foggia (0,23%), llengua pròpuia de La Gàrdia, Calàbria                              |
| Català          | 20.000         | alguerès         | Sardenya a L'Alguer (60%) |
| Ladí            | 20.000         | ladí             | Trentino - Tirol del Sud en Bozen (4,19%), en Trento (1,69%), Veneto en Belluno (10%)                                                           |
| Grec            | 20.000         | grec             | Calàbria (0,88%) i Pulla a la Grècia Salentina (1,88%), Sicília a la Província de Siracusa, Província de Ragusa i a la Vall de Girgenti (0,92%) |
| Alemany         | 3.400          | alemany          | Vall d'Aosta, Piemont |
| Bavarès         | 2.800          | bavarès          | Vèneto (Província de Vicenza i Província de Verona) i a la Província de Trento                                                                  |
| Croat           | 1.000          | croat            | Molise (0,79%) |

## Classificació de les llengües d'Itàlia

### Romàniques
Les llengües romàniques són el grup de llengües majoritari a Itàlia. Això no obstant, cal notar que les llengües romàniques autòctones d'Itàlia tenen orígens independents i de fet pertanyen a diferents branques de la família romànica. Tradicionalment a Itàlia s'ha emprat el terme dialetto (dialecte) per fer referència a varietats romàniques diferents de l'italià estàndard oficial. Tanmateix, terme dialetto és força confús, ja que les llengües romàniques autòctones no són dialectes de l'italià estàndard en el sentit que siguin variacions diatòpiques o evolucions regionals de l'italià estàndard. L'ús autòcton de les llengües pròpies romàniques és anterior a l'ús de l'italià estàndard a tots els territoris italians, tret de la Toscana.
Una nova font addicional de confusió és que juntament amb les llengües romàniques autòctones, l'ús de la llengua estàndard ha adquirit accents particulars a cada territori, per això aquestes variants de l'italià estàndard amb accents diferents de cada territori sí que són dialectes en sentit usual de l'italià estàndard, però aquestes formes difereixen notablement de les llengües autòctones pròpies que estrictament són llengües romàniques diferents de l'italià estàndard. Per això l'ús del terme dialetto és confús i cal evitar-se, ja que condueix als lectors no familiaritzats amb la situació diglòssica d'Itàlia a confondre els termes.

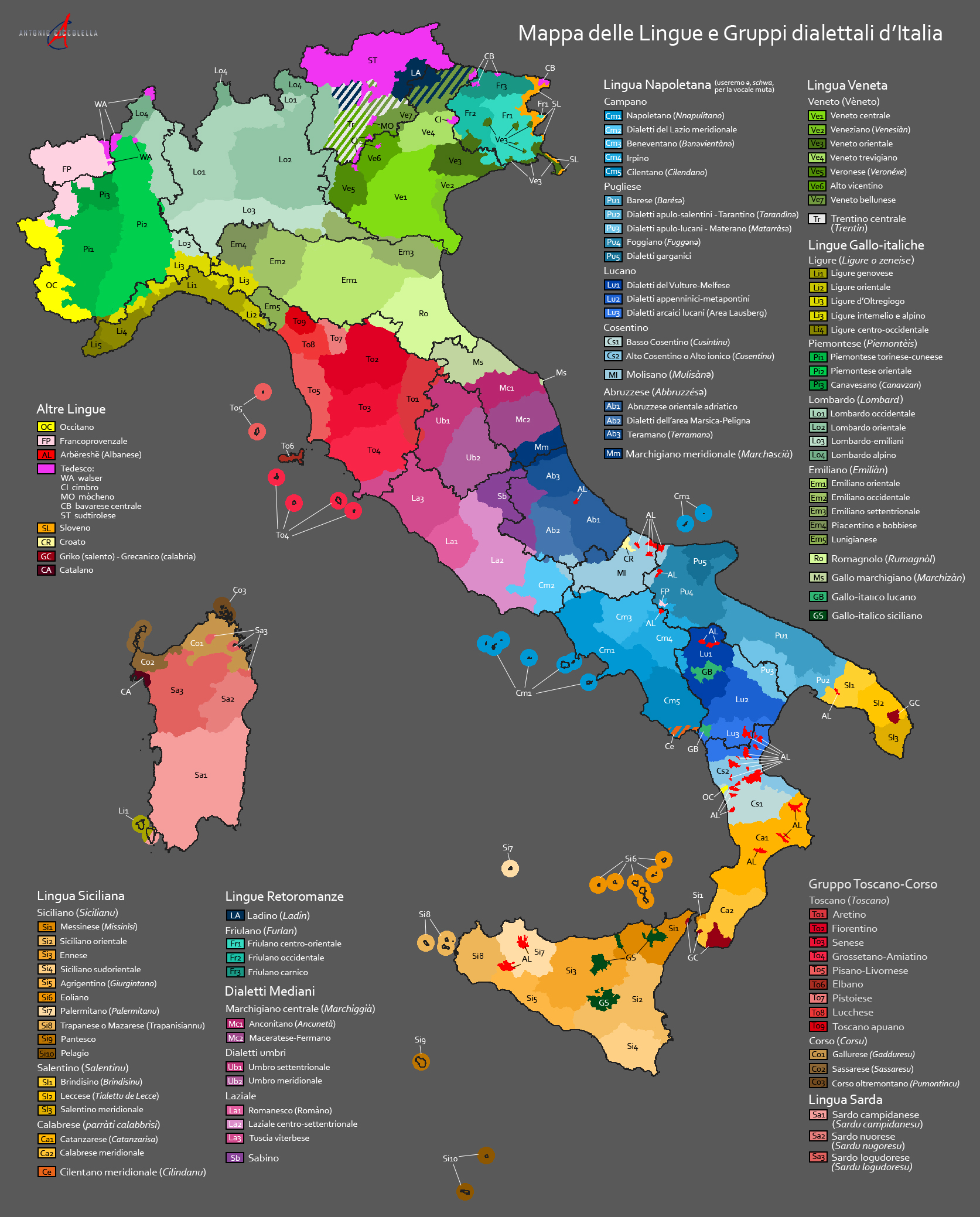
Mapa dialectal d'Itàlia

#### Gal·loromàniques
- Francoprovençal
- Francès

#### Occitanoromàniques
- Occità
  - Vivaroalpí
- Català
  - Alguerès

#### Gal·loitàliques
- Piemontès
- Llombard
  - Insubre
  - Orobic
- Lígur
- Emilià-Romanyol
  - Emilià
  - Romanyol
- Vènet

#### Retoromàniques
- Friülès
- Ladí

#### Italoromàniques
- Italià central (ex. Romà)
  - Romanesc
  - Marchigià
  - Sabià
  - Umbro
- Napolità
  - Campaní
  - Abruzzese
  - Barés
  - Tarentí
  - Molisà
  - Lucà-calabrès
- Sicilià
  - Sicilià de Sicília
  - Calabrès
  - Salentí
- Toscà (base de l'italià)
  - Cors
    - Gal·lurès
    - Sassarès

#### Judeoitalià
- Judeoitalià o italquià

#### Sard
- llengua sarda

- Sard campidanès
- Sard logudorès
- Sard nuorès

### Germàniques
Es parla alemany al nord-est d'Itàlia, a Friül - Venècia Júlia, al Vèneto i sobretot a Trentino - Tirol del Sud. Tot el grup germanòfon del nord-est d'Itàlia pertany al grup bavarès. A Friül també s'hi troben parlants cimbris. Finalment, a Piemont hi ha una important comunitat parlant de wàlser, una variant de l'alemany de tipus alamànic. És semblant al dialecte parlat al cantó suís del Valais.

### Albaneses
A la Itàlia meridional i Sicília hi ha diverses illes de llengua arbëreshë. Descendents directes dels albanesos que es refugiaren a Itàlia durant els segles xv i xvi després de la mort de Skanderbeg i la invasió del territori albanès per part de l'Imperi Otomà el 1478.

### Gregues
A la històrica regió de la Magna Grècia, sud de Calàbria (Bovèsia) i sud de la Pulla (Grècia Salentina), s'hi parla un dialecte del grec modern anomenat griko o grecoitalià. El principal enclavament es troba a la zona de Lecce i el segon a Talsano (al sud de Tàrent).
Envers el 1900 el 80% dels habitants de la península salentina parlava el griko mentre que cap al 2001 el percentatge s'havia reduït a només un 30%. El griko avui dia està acceptat per Itàlia com una llengua de minoria ètnica nativa a l'anomenada Grècia Salentina.

### Eslaves
A Itàlia hi ha dos focus on es parlen llengües eslaves, a les províncies de Trieste, d'Udine i Gorizia de la regió del Friül - Venècia Júlia, s'hi parla eslovè i a una petita comunitat de la província de Campobasso (Molise) croat eslavisà. La comunitat eslavisana es limita a tres municipis de la província, a uns 30 km de l'Adriàtic: Acquaviva Collecroce, Montemitro i San Felice del Molise.

### Indoàries
A Itàlia el poble gitano (itinerant) és en la seva majoria del grup sinti, parla dues llengües d'origen indi. Al nord i centre hi predomina el sinti, i se'ls anomena zingari (del grec, intocables), als Abruços i al sud de la península s'hi parla romaní, i se'ls anomena rom (del romaní, persona o ésser humà).